# Šípkov
Šípkov (in ungherese: Báncsipkés) è un comune della Slovacchia facente parte del distretto di Bánovce nad Bebravou, nella regione di Trenčín.